# ناويا وزاتو
ناويا وزاتو (باليابانية: 魚里 直哉) (مواليد 3 أغسطس 1995) هو لاعب كرة قدم ياباني.

## وصلات خارجية
- ناويا وزاتو على موقع رابطة كرة القدم اليابانية للمحترفين (اليابانية)
- ناويا وزاتو على موقع قاعدة بيانات كرة القدم.إي يو (الإنجليزية)
- ناويا وزاتو على موقع Soccerway.com (الإنجليزية)
- ناويا وزاتو على موقع عالم كرة القدم.نت (الإنجليزية)